# Jean Amic
Pour les articles homonymes, voir Amic.
Jean Amic (né Marie Jean Amic le 30 juillet 1864 à Grasse et mort le 10 février 1926 à Paris 5e) est un homme politique français.

## Biographie
Après des études de droit à Paris, il devient avocat, négociant et industriel (usines Roure-Bertrand).
Élu conseiller municipal de Grasse en 1900, il devient ensuite conseiller général de Coursegoules en juillet 1904. Il est enfin élu sénateur en juillet 1911, en remplacement de Maurice Rouvier, décédé, et devient membre de l'Union républicaine.

## Mandats
- Conseiller municipal de Grasse (élu en 1900)
- Conseiller général de Coursegoules (élu en 1904, réélu en 1910)
- Sénateur des Alpes-Maritimes (élu en 1911, réélu en 1912)

## Décorations
- Officier de la Légion d'honneur (1910)[3]